# Cavendishia orthosepala
Cavendishia orthosepala är en ljungväxtart som beskrevs av A. C. Smith. Cavendishia orthosepala ingår i släktet Cavendishia och familjen ljungväxter. Inga underarter finns listade i Catalogue of Life.